# Fassadenschrank

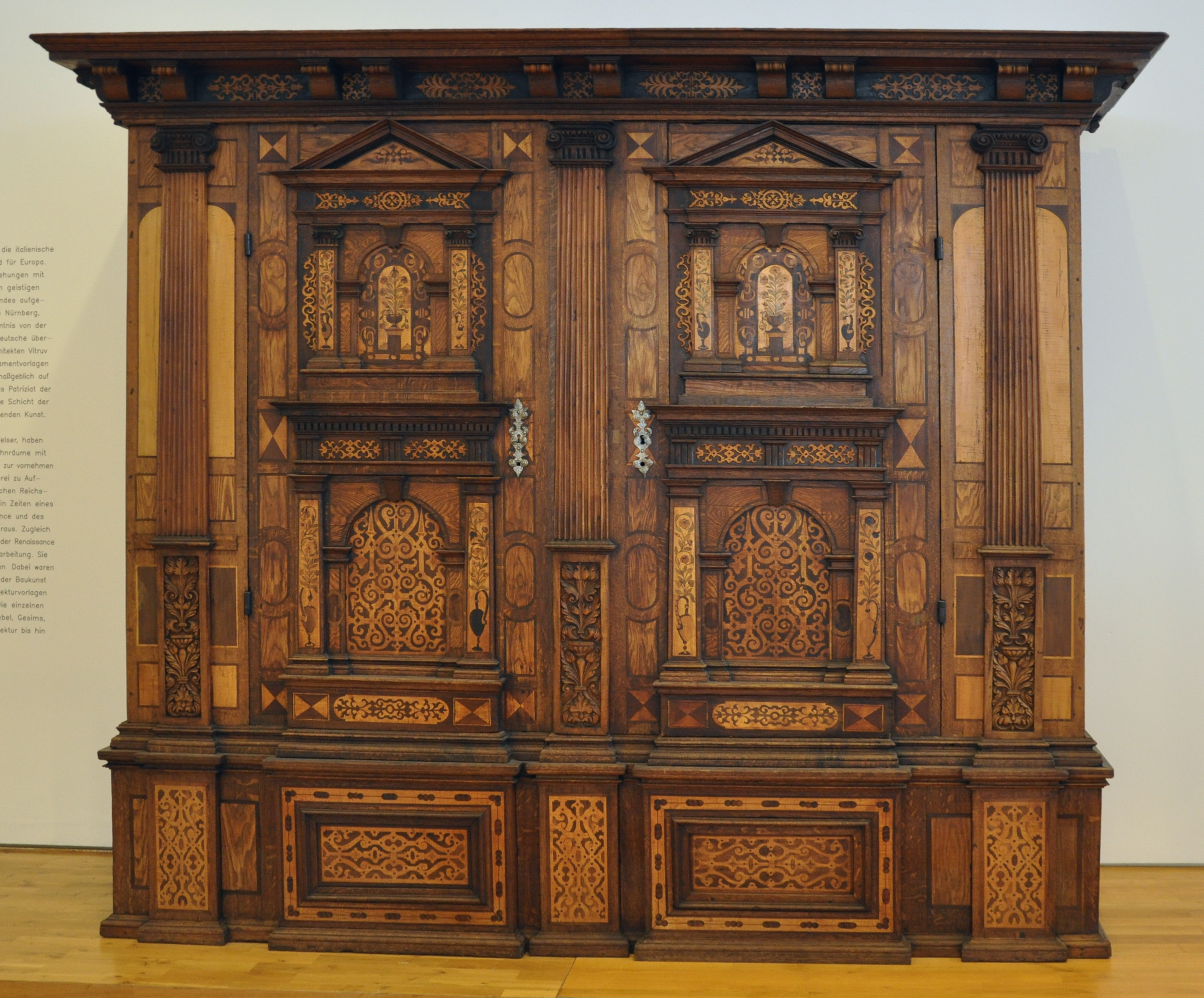
Fassadenschrank Rothenburg

Fassadenschränke sind ein Möbeltypus, der mit der Renaissance besonders in Süddeutschland Mode wird. Namensgebend ist die architektonische Gliederung in Fassadenform mit vorgesetzten Säulen und Gebälken, Giebelfeldern und Abschluss durch ein Gebälk mit Fries und Kranzgesims. Die Entwicklung aus übereinandergesetzten Truhen klingt oft nach.

## Weblink
- Fassadenschrank bei duden.de. Abgerufen am 2. Mai 2013.